# Bedtime Story
"Bedtime Story" är en låt framförd av Madonna och utgiven på hennes sjätte album Bedtime Stories, 1994 samt på singel i februari 1995. Låten skrevs till Madonna av den isländska sångerskan Björk tillsammans med Nellee Hooper och Marius de Vries. Den uppnådde plats 42 på amerikanska Billboard Hot 100-listan samt förstaplatsen på Hot Dance Club Songs.

## Låtlista
1. "Bedtime Story" (Album Edit) - 4:08
2. "Bedtime Story" (Junior's Wet Dream Mix) - 8:35
3. "Bedtime Story" (Junior's Dreamy Drum Dub) - 9:34
4. "Bedtime Story" (Orbital Mix) - 7:43
5. "Bedtime Story" (Junior's Sound Factory Mix) - 9:18